# Leptostylus subfurcatus
Leptostylus subfurcatus là một loài bọ cánh cứng trong họ Cerambycidae.